# Alexander Magnus Dahlberg

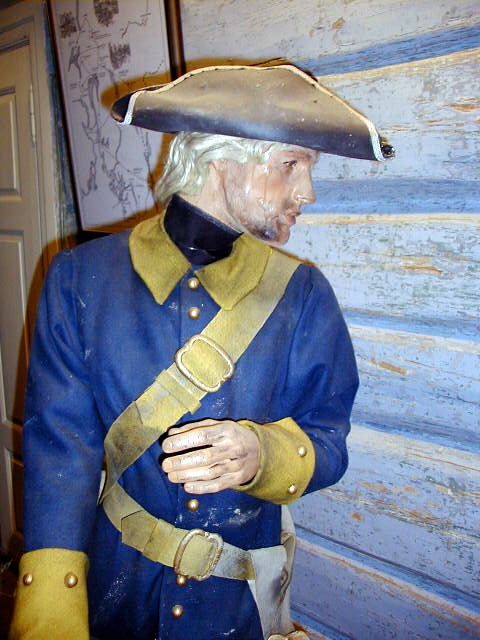
En karolinsk soldat.

Alexander Magnus Dahlberg, född 28 maj 1685 på Stora Ryby gård i Hålta, Bohuslän, död 5 mars 1772 i Karlshamn, var en svensk militär.

## Biografi
Dahlberg var son till korpralen vid livdrabanterna Arvid Dahlberg. Han var således inte, som ibland i äldre litteratur hävdas, brorson till Erik Dahlbergh. Han kom 1704, som menig vid generalmajor Buchwalds dragonregemente, till de svenska trupperna i Polen. Där avancerade han till underofficer vid Västerbottens regemente och blev den 2 februari 1709 fänrik där. 1709 tillfångatogs Dahlberg i slaget vid Poltava. Han försökte rymma ett par gånger, men ertappades och blev mycket illa hanterad. Slutligen blev han dock lösköpt och återkom till Sverige 1713.
Dahlberg gifte sig 21 maj 1716 med Anna Margareta Holst (född 1699 i Gävle, död 17 mars 1761 i Karlshamn; dotter till råd- och handelsmannen Markus Holst och Judit Cambou).
Som kapten deltog Dahlberg i Karl XII:s sista fälttåg och försvaret av Norrland efter kungens död. 1719 blev han premiärkapten vid Skellefteå kompani, där han framlevde några år efter fredsslutet i lugn och ro som indelt officer innan den politiska situationen åter tillspetsades och han som en del av Västerbottens regemente sändes till Finland, tillsammans med två av sina söner, den ene som fältväbel, den andre som sergeant. Åren 1738–1739 var han ledamot av krigsbefälet vid riksdagen. I slaget vid Villmanstrand 1741 blev han sårad. Under åren 1742–1750 var Dahlbergh stadsmajor i Malmö och därefter bosatt i Karlshamn.

## Dahlbergs självbiografi
Dahlbergs självbiografi, En karolins lefnadslopp, återutgavs 1911 med normaliserad stavning av Fride Rudolf Antoni (löjtnant, senare överstelöjtnant). Den publicerades ursprungligen som följetong i Lunds Wecko-blad under åren 1775 och 1776. Biografin finns online på Projekt Runeberg. Originalmanuskriptet är bevarat på Kungliga biblioteket.